# Gare d’Aytré-Plage
Gare d’Aytré-Plage vasútállomás Franciaországban, Aytré településen.

## Vasútvonalak
Az állomást az alábbi vasútvonalak érintik:
- Nantes–Saintes-vasútvonal

## Kapcsolódó állomások
A vasútállomáshoz az alábbi állomások vannak a legközelebb:
- Gare de La Rochelle-Ville
- Gare d’Angoulins-sur-Mer